# 稲荷山古墳 (行田市)
| 稲荷山古墳出土鉄剣（国宝）埼玉県立さきたま史跡の博物館展示。左は表面、右は裏面。 |  | 稲荷山古墳出土鉄剣（国宝）埼玉県立さきたま史跡の博物館展示。左は表面、右は裏面。 |
| 稲荷山古墳出土鉄剣（国宝）埼玉県立さきたま史跡の博物館展示。左は表面、右は裏面。 |  |                                                                                  |

稲荷山古墳（いなりやまこふん、埼玉稲荷山古墳）は、埼玉県行田市埼玉にある古墳。形状は前方後円墳。埼玉古墳群を構成する古墳の1つ。国の特別史跡に指定され（特別史跡「埼玉古墳群」のうち）、出土品は国宝に指定されている。
金錯銘を有する鉄剣（稲荷山古墳出土鉄剣）が出土したことで知られる。

## 概要
埼玉県第2位の規模の大型前方後円墳である。造営年代は、古墳時代後期の5世紀後半と考えられている。埼玉古墳群中では最初に築造された。
稲荷山古墳は大阪府堺市の大仙陵古墳（仁徳天皇の陵に治定）と墳形が類似していることが指摘されている。大仙陵古墳を4分の1に縮小すると稲荷山古墳の形に近くなる。また埼玉古墳群の二子山古墳、鉄砲山古墳も大きさは異なるものの稲荷山古墳と同じ墳形をしており、やはり大仙陵古墳をモデルとした墳形と見られている。埼玉古墳群以外に大仙陵古墳を縮小した形で造営された古墳としては、奈良県の川合大塚山古墳や岡山県の両宮山古墳などが挙げられる。

## 規模・形状
- 墳丘長120.0メートル
- 後円部径62.6メートル・高さ10.4メートル
- 前方部幅82.4メートル・高さ9.4メートル（推定）
- 後円部西側の裾部に（左くびれ部分に）は造り出しがある。
- 前方部長軸は富士山に向いている。

墳丘は二段に築成されており、葺石が使用された形跡はない。方形をした二重の周濠を持ち、濠の深さは築造当時の地表面から約1.8メートルと推定されている。周濠は通常は空で、水位が上がったときに水が溜まったものと考えられている。
後円部の円頂には埋葬施設の復元模型があり、階段で登れば見ることが出来る。ちなみに、埼玉古墳群内の大型古墳で登ることができるのは、丸墓山古墳とこの稲荷山古墳である。
前方部分は、1937年（昭和12年）に周辺の沼地の干拓工事の際に埋め立て用の土として取り崩された。その後1968年（昭和43年）に埋葬施設の発掘調査、1973年（昭和48年）には周堀の調査が行われ、1976年（昭和51年）に内堀の一部が復元された。しかしこの状態では古墳の保存状態が悪く、見学者には墳丘の形などについて誤解を与える可能性があったが、2003年（平成15年）の復元工事でほぼ修復された。
もともと墳頂部に稲荷社が祀られていたのでこの名があるが、水田中にあったので土地の人は「田山」とも呼んでいた。
晴れた日には100km先の富士山を墳頂部から真正面に眺めることができる。

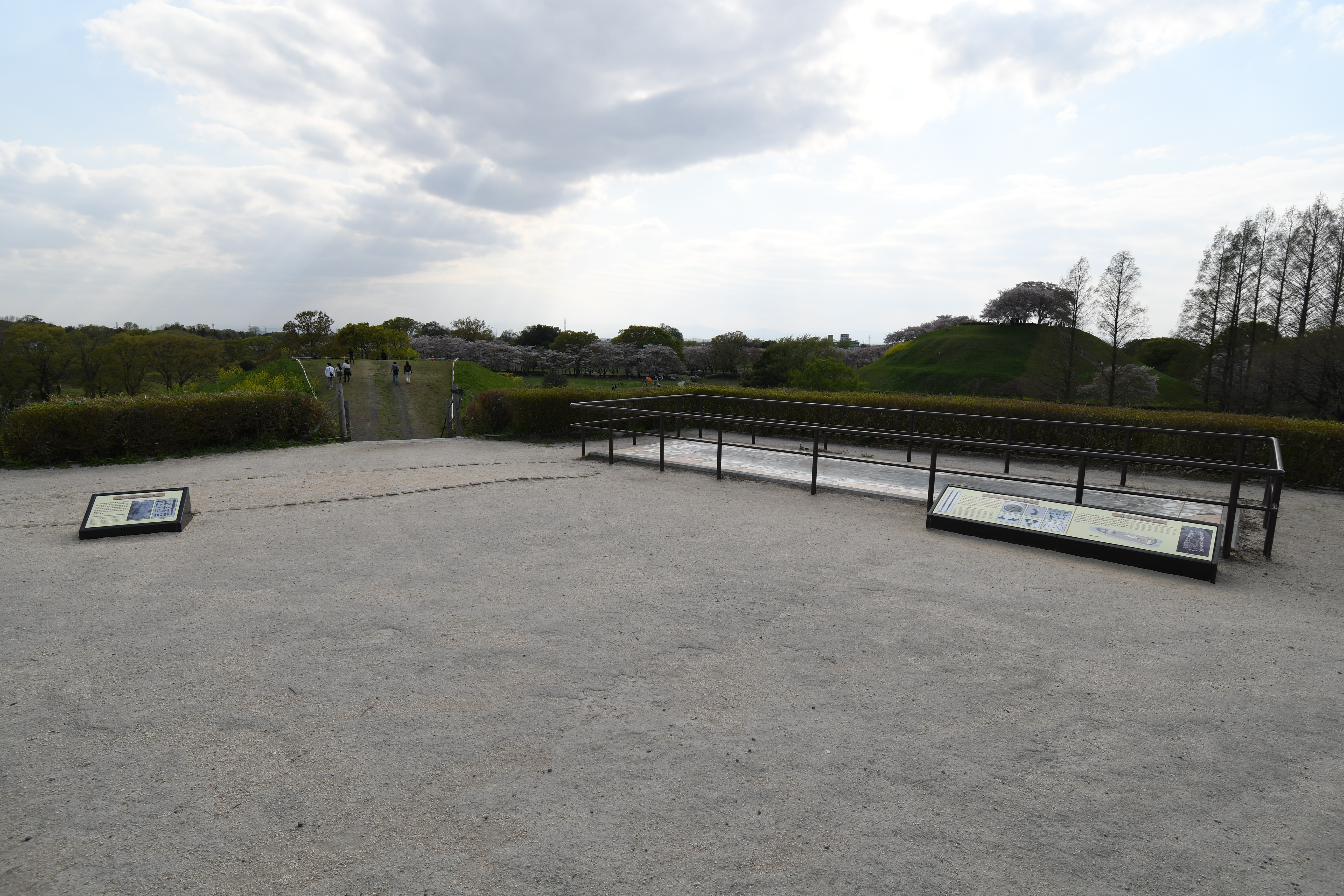
後円部墳頂
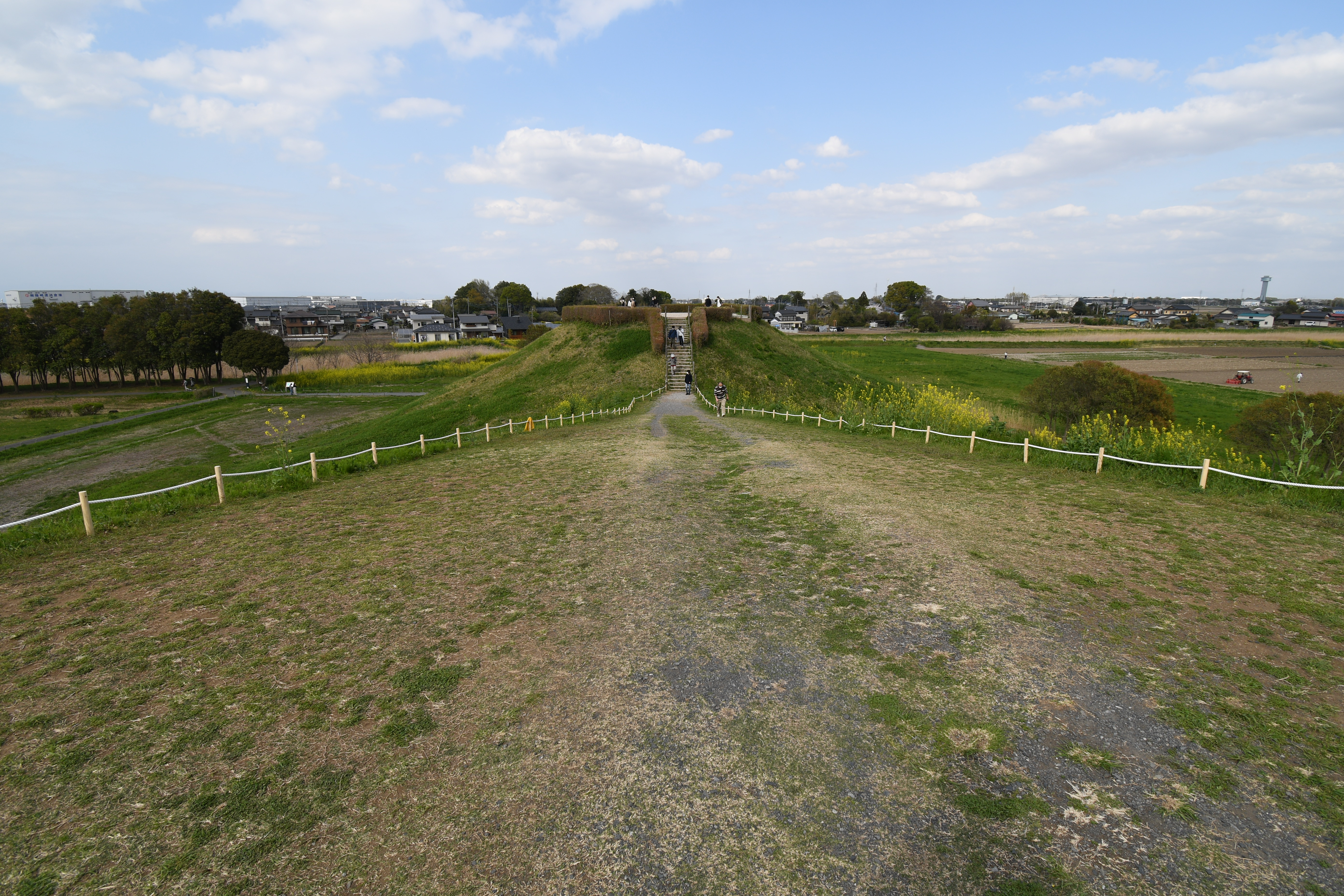
前方部から後円部を望む
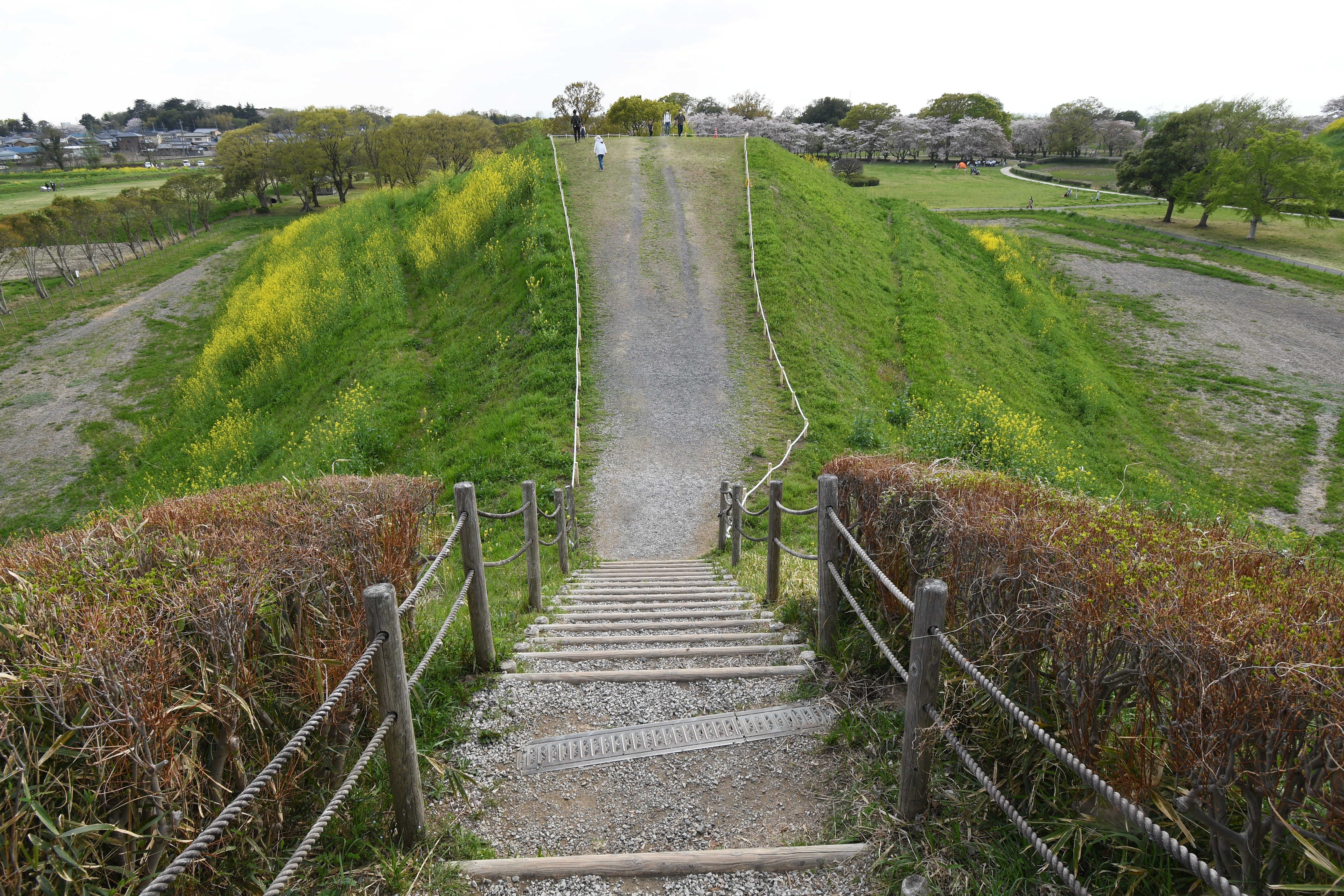
後円部から前方部を望む
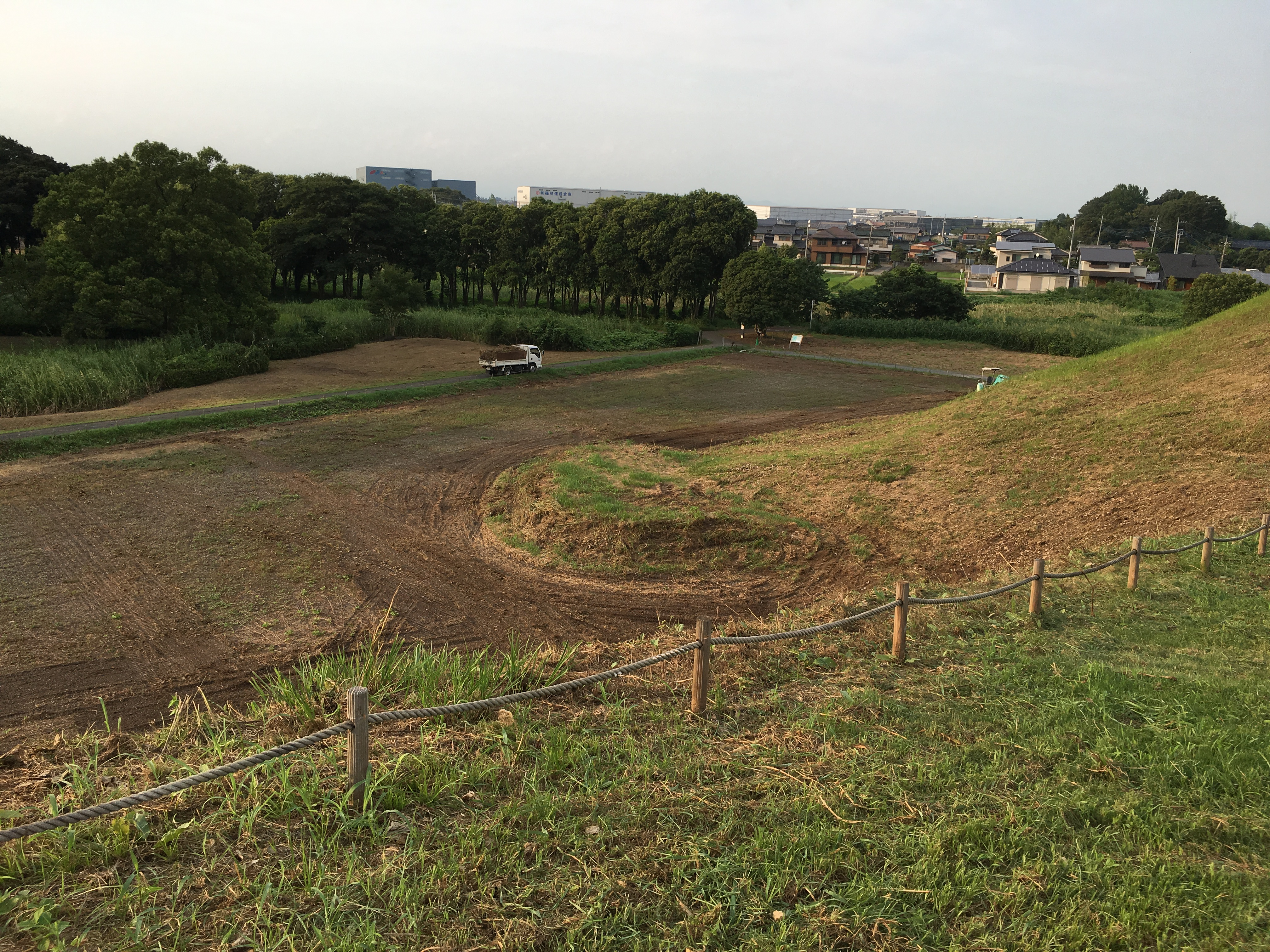
造出

## 鉄剣
1968年、規模の小さい愛宕山古墳を調査する予定だったが、急遽、半分壊れていた稲荷山古墳を調査。この発掘調査において、壊れていたために盗掘を免れていた後円部分の礫槨（れきかく）から金錯銘鉄剣（稲荷山鉄剣）が発掘された。1978年、この鉄剣の保存処理を行うために、鉄さびを落とす作業中、金色に光る部分を発見。X線検査をしたところ、115文字の金象嵌の銘文が表されていることが判明し、1983年、他の出土品とともに「武蔵埼玉稲荷山古墳出土品」として国宝に指定された。鉄剣や銘文の詳細は、「鉄剣・鉄刀銘文」項や「金錯銘鉄剣」項参照。

## 副葬品
| 礫槨（復元模型、実物は地中に保存されている。） |  | 粘土槨（復元模型） |
| 礫槨（復元模型、実物は地中に保存されている。） |  | 粘土槨（復元模型） |

埋葬施設は、礫槨（れきかく・第一主体部）と粘土槨（ねんどかく・第二主体部）の二つがある。礫槨からは、金錯銘鉄剣のほか、画文帯神獣鏡1面、勾玉（まがたま）1箇、銀環2箇、金銅製帯金具1条分、鉄剣1口、鉄刀5口、鉄矛2口、挂甲小札（けいこうこざね）一括、馬具類一括、鉄鏃一括などが出土した。粘土槨は、盗掘されていたが、鉄刀、挂甲、馬具などの断片が検出された。
出土品一括は「武蔵埼玉稲荷山古墳出土品」として、1981年に重要文化財、1983年に国宝に指定された。以下は国宝指定物件の明細である。出土品の名称・員数は国宝指定時の官報告示（昭和58年6月6日文部省告示第81号）に基づく。
| 武蔵埼玉稲荷山古墳出土品（国宝） - 金錯銘鉄剣 辛亥年七月在銘 - 神獣鏡 1面 - 硬玉勾玉 1箇 - 銀環 2箇 - 金銅帯金具 1条分 - 刀剣類 - 刀身（残欠共）5口 - 剣身 1口 - 矛身（内一口石突付） 2口 - 鉄鏃（残欠共） 一括 - 挂甲小札（残欠共） 一括 - 馬具類 - 鞍金具残欠 1具分 - 壺鐙残欠 1対分 - 轡 1具 - 辻金具残欠 61箇 - 鈴杏葉 3箇 - 銅環鈴 1箇 | - 工具類 - 鉄斧 2箇 - 鉄鉗 2箇 - 鉄鑷子 1本 - 鉄鉇（金偏に「㐌」） 1本 - 刀子（残欠共） 4口 - 砥石 1箇 （以上第一主体部出土） - 刀剣類 - 刀身残欠 2口 - 剣身残欠 2口 - 鉄鏃（残欠共） 一括 - 挂甲小札（残欠共） 一括 - 馬具類残欠 一括 - 刀子残欠 3口 - 鉄鎌 1箇 （以上第二主体部出土） |

### その他の出土品
眉庇付冑（まびさしつきかぶと）を着けた人物埴輪、鈴鏡を付けた巫女埴輪などが出土している。

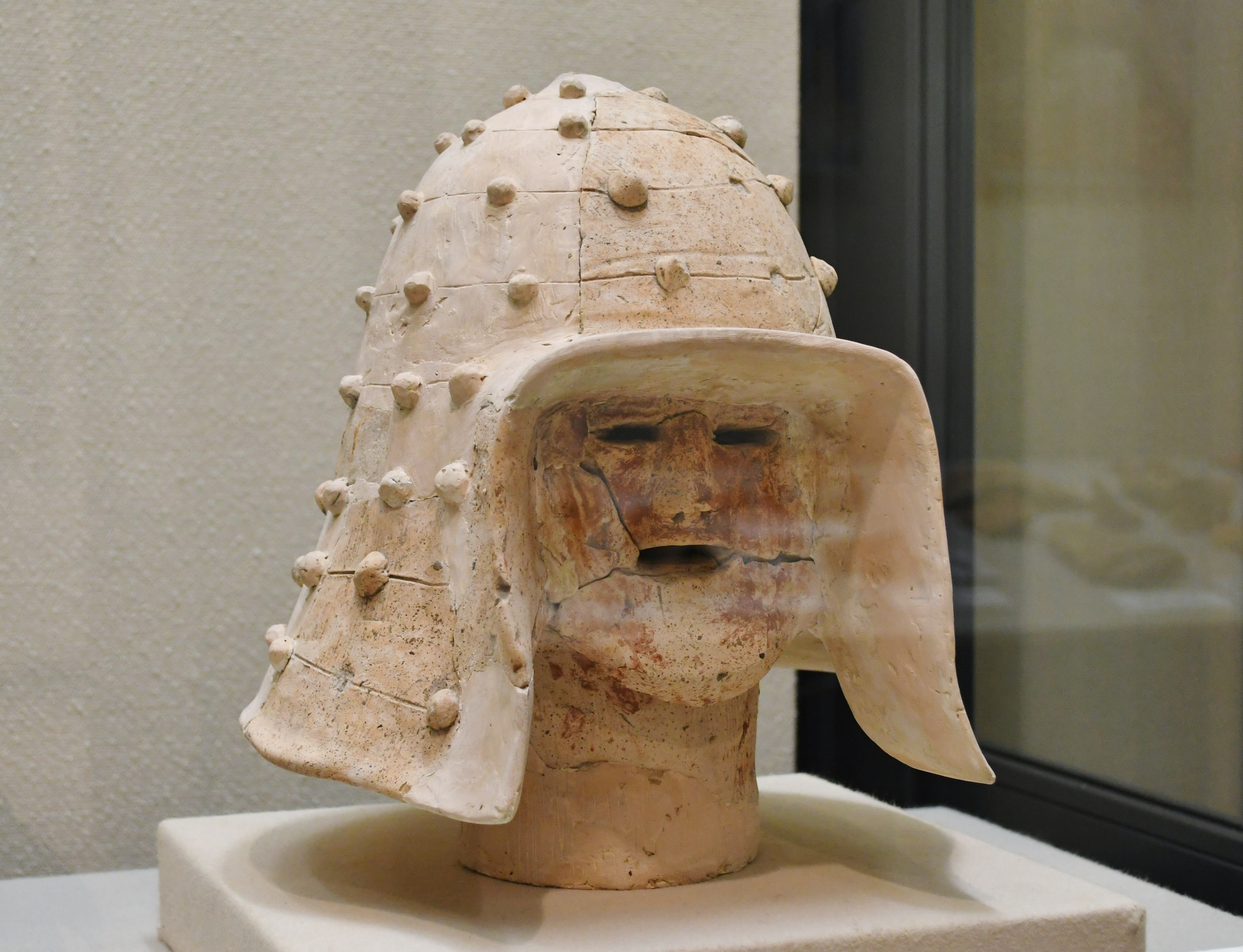
埴輪 武人頭部 埼玉県立さきたま史跡の博物館展示。

## 未発見の埋葬施設
この古墳の礫郭及び粘土郭は後円部の中央からややずれたところにあり、しかも出土した副葬品の編年から古墳築造時期より新しい6世紀前半に位置付けられるため、中央にこの古墳の真の造墓者の為の主体部が有ると考えられている。実際1998年に行われたレーダー調査では、墳頂東端部と中央部で埋葬施設らしき反応が出ている。
また1937年に前方部を崩したときに石組みが出てきて、中から固まった鏃、錆びた刀などが出土したと伝えられている。
1997年に行われた発掘調査では、後円部側の外堀から緑泥片岩などの岩石片がまとまって出土した。稲荷山古墳では葺石は確認されておらず、また最も大きいものは1.0×1.2m・重さ0.5tもあるため、これは石室石材として使われる予定だったものが運搬中に堀に転落し、回収されなかったものである可能性が高い。このことから未発見の主体部は割石積みの竪穴式石室(槨)が想定されている。この未発見の主体部に関しては、2016年（平成28年）にもレーダー探査で構造物の存在が認められている。

## 被葬者
礫槨被葬者は豊富な副葬品をもって葬られており、ヤマト王権に関係の深い大首長、またはその一族の有力者であった可能性が高いとみることができる。
ヲワケの出身をどのように考えることができるかで各種の説があるが、大きく三つの説に分けることができる。
1. ヲワケを畿内ヤマト王権の有力首長とし、礫槨被葬者はその部下で、この鉄剣を下賜されたとする説[7][3][8]。オオヒコが阿倍臣・膳臣の祖であることから両氏の内の一人とみる。
2. ヤマト王権の有力者であるが、東国に派遣されて礫槨の被葬者になったとする説[9]。
3. ヲワケをヤマト政権に連合していた東国の首長とし、礫槨の被葬者とする説[10]。

以上三つの説は、いずれも決定的な根拠は無い。
王賜銘鉄剣によって、5世紀中葉期の関東の小首長が大王のもとに、武人として奉仕していたことが分かっている。　そこで第三の説に立つと、ヲワケも宮廷に出仕してその力量を認められて「杖刀人首」の地位を得、自身の出自の由緒を誇示しようとして八代の系譜を造作したと考えられる。銘文の末に「吾が奉事の根源を記す也」と特記されており、ヲワケの絶頂期にこの鉄剣をつくって誇示したとも推測できる。
また第一の説、第二の説では、日本書紀によると、534年、安閑天皇より笠原直使主（かさはらのあたいおみ、おぬし）が武蔵国造と定められ、埼玉郡笠原（現在の鴻巣市笠原）に拠点を持ったことが分かる。何の基盤も無い当地に、突如として畿内に匹敵する中型前方後円墳が出現したこと、鉄剣に彫られたヲワケの父の名のカサヒヨがカサハラとも読めることから、笠原を本拠としたとされる武蔵国造の墓であるとする説もある。